# USS Chaffee (DE-230)
USS Chaffee (DE-230) là một tàu hộ tống khu trục lớp Rudderow từng phục vụ cùng Hải quân Hoa Kỳ trong Chiến tranh Thế giới thứ hai. Nó là chiếc tàu chiến duy nhất của Hải quân Hoa Kỳ được đặt cái tên này, theo tên Thiếu úy Hải quân Davis Elliott Chaffee (1915-1942), phi công từng phục vụ cùng Liên đội Ném bom VB-5 hoạt động trên tàu sân bay Yorktown (CV-5), đã tử trận vào ngày 8 tháng 5, 1942 trong Trận chiến biển Coral và được truy tặng Huân chương Chữ thập Hải quân. Nó đã phục vụ cho đến khi chiến tranh kết thúc, xuất biên chế năm 1946, rồi cuối cùng bị bán để tháo dỡ vào năm 1948. Chaffee được tặng thưởng hai Ngôi sao Chiến trận do thành tích phục vụ trong Thế Chiến II.

## Thiết kế và chế tạo
Lớp Rudderow có thiết kế hầu như tương tự với lớp Buckley trước đó; vì giữ lại kiểu động cơ turbine-điện General Electric, cung cấp điện năng cho mô-tơ điện để dẫn động hai trục chân vịt. Lớp này còn được gọi là kiểu TEV, do hệ thống động lực Turbo-Electric và cỡ pháo 5-inch (V).
Dàn pháo chính được nâng cấp lên hai khẩu pháo 5 inch (130 mm)/38 cal trên hai tháp pháo nòng đơn, được phân bố một phía trước mũi và một phía sau tàu. Hỏa lực phòng không được nâng lên hai khẩu đội pháo phòng không Bofors 40 mm nòng đôi và mười pháo phòng không Oerlikon 20 mm. Vũ khí chống ngầm bao gồm một dàn súng cối chống tàu ngầm Hedgehog Mk. 10 (có 24 nòng và mang theo 144 quả đạn); hai đường ray Mk. 9 và tám máy phóng K3 Mk. 6 để thả mìn sâu. Con tàu vẫn giữ lại ba ống phóng ngư lôi Mark 15 21 inch (533 mm), và được trang bị radar SL dò tìm không trung và radar SC/SA dò tìm mặt biển. Thủy thủ đoàn đầy đủ bao gồm 15 sĩ quan và 168 thủy thủ.
Chaffee được đặt lườn tại Xưởng hải quân Charleston ở Charleston, South Carolina vào ngày 26 tháng 8, 1943. Nó được hạ thủy vào ngày 27 tháng 11, 1943, được đỡ đầu bởi bà L. C. Chaffee, và nhập biên chế cùng Hải quân Hoa Kỳ vào ngày 9 tháng 5, 1944 dưới quyền chỉ huy của Hạm trưởng, Thiếu tá Hải quân Arthur Collins Jones.

## Lịch sử hoạt động
Sau khi hoàn tất việc chạy thử máy huấn luyện, Chaffee phục vụ như tàu mục tiêu cho hoạt động huấn luyện của tàu ngầm tại căn cứ New London, Connecticut, và như tàu huấn luyện dành cho thủy thủ đoàn các tàu hộ tống khu trục trong tương lai dọc theo vùng bờ Đông. Nó khởi hành từ Bayonne, New Jersey vào ngày 14 tháng 10, 1944 để đi sang khu vực Mặt trận Thái Bình Dương, đi đến Hollandia, New Guinea vào ngày 21 tháng 11. Con tàu đã phục vụ hộ tống các tàu đổ bộ LST, thực hành tác xạ và chống ngư lôi, cũng như tuần tra tại lối tiếp cận Aitape.
Khởi hành từ Hollandia vào ngày 17 tháng 12, Chaffee hộ tống một đoàn tàu đổ bộ đi sang Leyte, Philippines. Nó lên đường vào ngày 8 tháng 1, 1945, tham gia cùng Lực lượng Tấn công San Fabian dưới quyền Phó đô đốc Daniel E. Barbey để tiến hành cuộc đổ bộ lên San Fabian trong vịnh Lingayen. Nó lại rời Hollandia và quay trở lại đây cùng một lực lượng tăng viện vào ngày 21 tháng 1. Đang khi tuần tra trong vịnh Lingayen hai ngày sau đó, một máy bay ném bom hai động cơ Mitsubishi G4M ("Betty") đã phóng một quả ngư lôi nhằm vào Chaffee; quả ngư lôi đã đâm xuyên qua phần mũi con tàu mà không kích nổ, và cũng không gây ra thương vong nào cho thủy thủ đoàn. Con tàu được sửa chữa khẩn cấp cho đến ngày 2 tháng 2, và nó quay trở lại hoạt động tuần tra.
Chaffee tiếp tục làm nhiệm vụ hộ tống vận tải tại khu vực Philippines, cũng như tuần tra hỗ trợ cho chiến dịch đổ bộ lên Mindanao cho đến ngày 29 tháng 4, khi nó rời Parang để đi đến Morotai. Con tàu quay trở lại phía Nam Philippines vào ngày 2 tháng 5 để làm nhiệm vụ hộ tống vận tải, và một tuần sau đó đã bảo vệ cho việc đổ bộ lực lượng tăng viện lên Davao. Nó lại đi đến Morotai vào ngày 19 tháng 6 để hoạt động huấn luyện nhằm chuẩn bị cho chiến dịch đổ bộ lên Borneo. Nó lên đường vào ngày 28 tháng 6 để hộ tống cho lực lượng tăng viện, và đi đến Balikpapan vào ngày 3 tháng 7. Từ đó cho đến khi chiến tranh chấm dứt, nó hộ tống các đoàn tàu vận tải đi lại giữa Morotai, Hollandia và Philippines, cũng như giúp vào việc thiết lập căn cứ tại vịnh Subic.
Sau khi Nhật Bản chấp nhận đầu hàng vào ngày 15 tháng 8, giúp chấm dứt vĩnh viễn cuộc xung đột, Chaffee tiếp tục làm nhiệm vụ tuần tra và hộ tống tại chỗ, cũng như hộ tống một tàu chở quân đi sang Okinawa trong tháng 9 để làm nhiệm vụ chiếm đóng. Nó ở lại vùng biển Philippines cho đến ngày 10 tháng 1, 1946, khi nó rời vịnh Subic để quay trở về Hoa Kỳ. Về đến San Francisco vào ngày 5 tháng 2, nó được cho rút biên chế vào ngày 15 tháng 4, 1946, và đưa về Hạm đội Dự bị Thái Bình Dương. Con tàu được rút tên khỏi danh sách Đăng bạ Hải quân vào ngày 29 tháng 6, 1948, và bị bán để tháo dỡ cùng ngày hôm đó.

## Phần thưởng
Chaffee được tặng thưởng hai Ngôi sao Chiến trận do thành tích phục vụ trong Thế Chiến II.
|  | Bronze star · Bronze star |  |
|  |                           |  |

| Huân chương Chiến dịch Hoa Kỳ           | Huân chương Chiến dịch Châu Á-Thái Bình Dương với 2 Ngôi sao Chiến trận | Huân chương Chiến thắng Thế Chiến II |
| Huân chương Phục vụ Chiếm đóng Hải quân | Đơn vị Tuyên dương Tổng thống Philippine                                | Huân chương Giải phóng Philippine    |